# Verrijzenis-icoon
De Verrijzenis-icoon (Grieks: Ανάστασις, Anástasis, Kerkslavisch: Воскресение, Voskresenije) is een verlossingsicoon. In de Oosterse kerken wordt de Verrijzenis van Christus voorgesteld als de "Nederdaling ter Helle" zoals vermeld in de tekst van de Apostolische geloofsbelijdenis.

## Vaste elementen

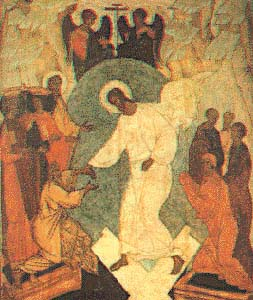
Verrijzenis icoon

Het tafereel omvat een aantal vaste elementen: het doorboren van de rotsachtige aardkorst, het verbrijzelen van de hellepoorten met gekruiste deurpanelen, sleutels, boeien en andere symbolen van dood en slavernij onder de voeten van Jezus.
Jezus is omgeven door een zogenaamde mandorla, een rond of ovaal aureool, dat voorkomt op alle Christus-voorstellingen na zijn Verrijzenis. Het wordt evenals teruggevonden op de icoon van de Gedaanteverandering op de berg Tabor. De mandorla is een symbool voor de goddelijke heerlijkheid. Jezus draagt niet de Pantocrator-kleuren want de Pantocrator verwijst naar de aardse Christus, deze voorstelling toont een verheerlijkte Christus.
Met een schriftrol in de ene hand, tilt Jezus met de andere hand Adam, symbool voor de gehele mensheid, uit het graf om hem tot leven te brengen. Eva staat tegenover of naast Adam en wacht eveneens op de Verlossing. Haar handen zijn bedekt als teken van nederigheid.
Op de achtergrond bevinden zich Bijbelse figuren van het Oude Verbond, onder wie de koningen David en Salomo en vaak ook Johannes de Doper. De Orthodoxe christenen noemen hem Johannes Pródromos, dat is de Voorloper.
Op heel wat iconen komt een zwarte holte (hol, spelonk, graf) voor. Dit is het symbool van de nog niet verloste schepping of van het kwaad, "de zondige wereld".